# Petite Ceinture du 16e
Pour les articles homonymes, voir Petite ceinture.
La Petite Ceinture du 16e est un espace vert du 16e arrondissement de Paris, en France.

## Situation et accès

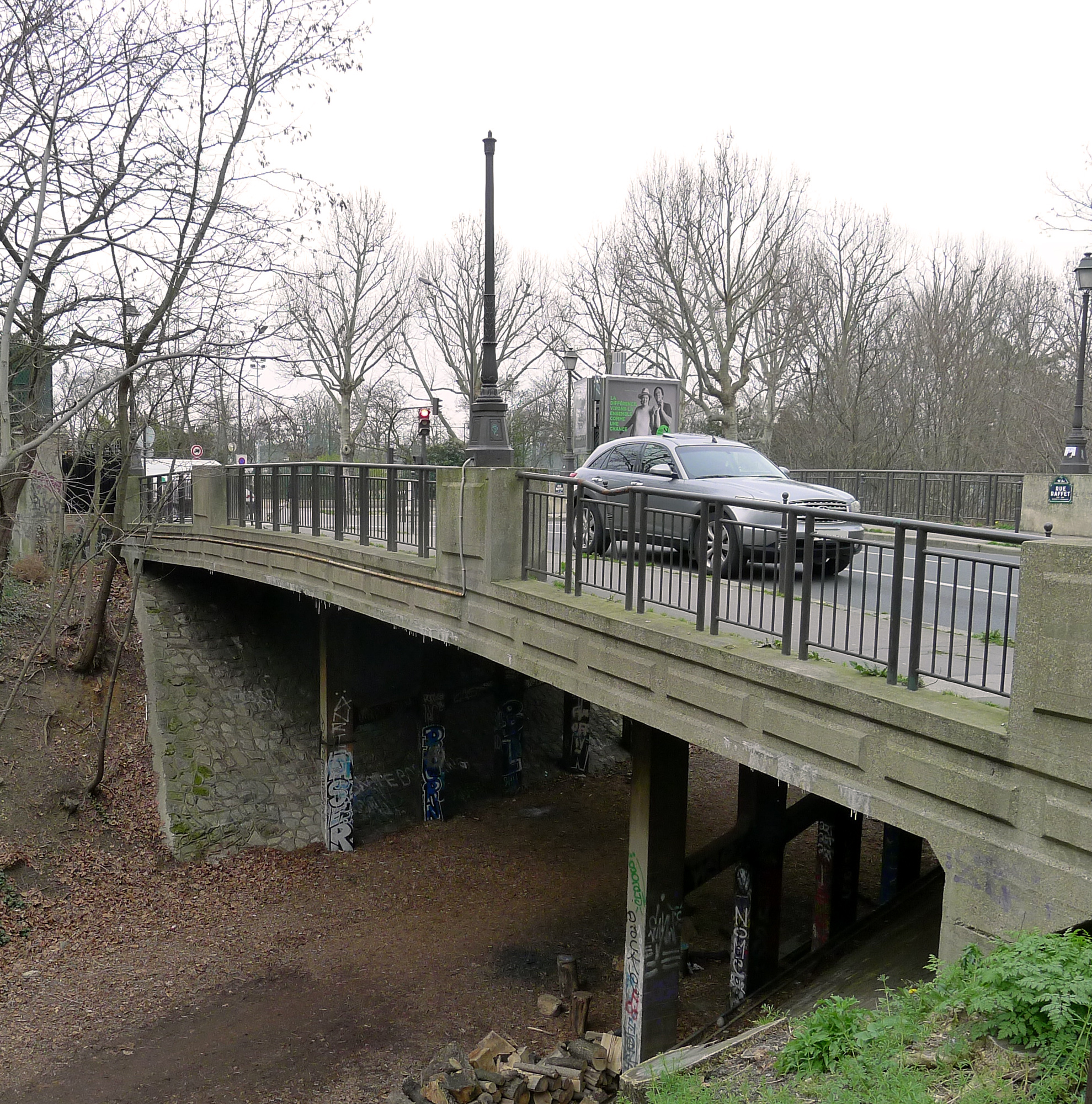
Pont de la rue Raffet franchissant la Petite Ceinture du 16e arrondissement en contrebas.

Située dans le sud-ouest du 16e arrondissement de Paris, cette promenade s'étend sur l'emprise de l'ancienne ligne ferroviaire d'Auteuil, ouverte en 1854 à l'initiative des frères Pereire puis intégrée en 1867 à la ligne de Petite Ceinture. La ligne entre Auteuil et Passy ferme en 1985 et le site devient alors une friche.
En 2007, la Petite Ceinture du 16e ouvre au public, reprenant une partie désaffectée du tracé de l'ancienne voie ferroviaire. Il s'agit d'un parc linéaire de 1,2 km de long, totalisant 2,2 ha de surface. Elle relie la chaussée de la Muette et le jardin du Ranelagh au nord à la place de la Porte-d'Auteuil au sud. Elle est bordée sur toute sa longueur, à l'Est, par une voie automobile, le boulevard de Beauséjour, poursuivi jusqu'à Auteuil par le boulevard de Montmorency. En 2019, le sentier est prolongé de 230 m entre la sortie boulevard de Montmorency et la porte d'Auteuil, à la suite de l’achèvement d'un programme immobilier à l'extrême sud de l'ancienne voie ferroviaire, donnant également sur le boulevard Suchet.
La promenade comprend cinq accès. Du nord au sud :
- Jardin du Ranelagh / en face du 27 boulevard de Beauséjour (sentier à niveau) ;
- Rue du Ranelagh / avenue Ingres / en face du 61 boulevard de Beauséjour (sentier à niveau) ;
- Boulevard de Montmorency / en face de la rue de l'Assomption (sentier à niveau) ;
- En face du 71 boulevard de Montmorency (sentier en contrebas par escalier) ;
- Place de la Porte-d'Auteuil (sentier à niveau).

Le parcours ne contient aucun élément ferroviaire, tous les rails ayant été supprimés. Le terrain a été laissé à l'état naturel, une fois débroussaillé lors de la réalisation d'un cheminement piétonnier.

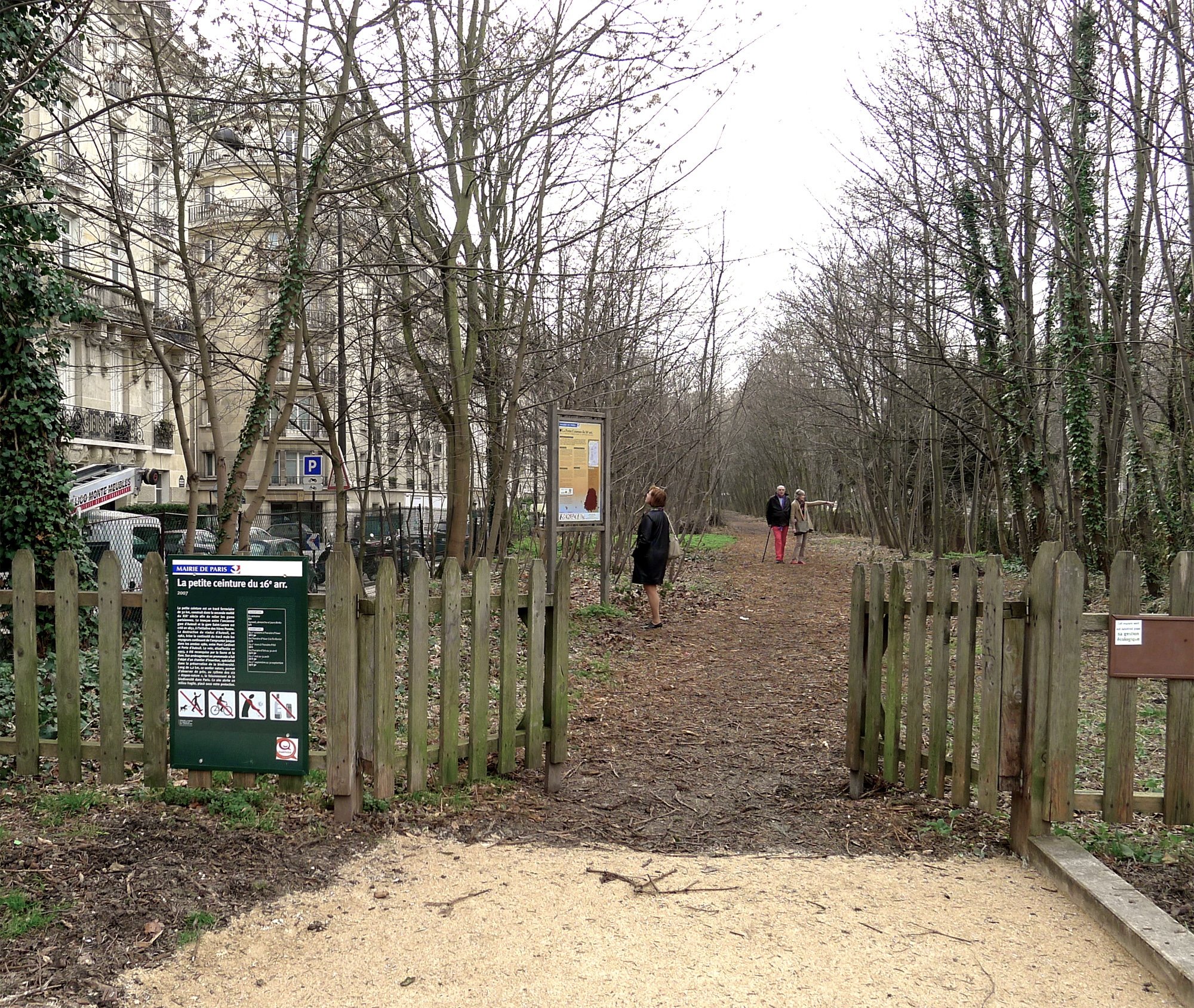
Entrée au nord du boulevard de Beauséjour.
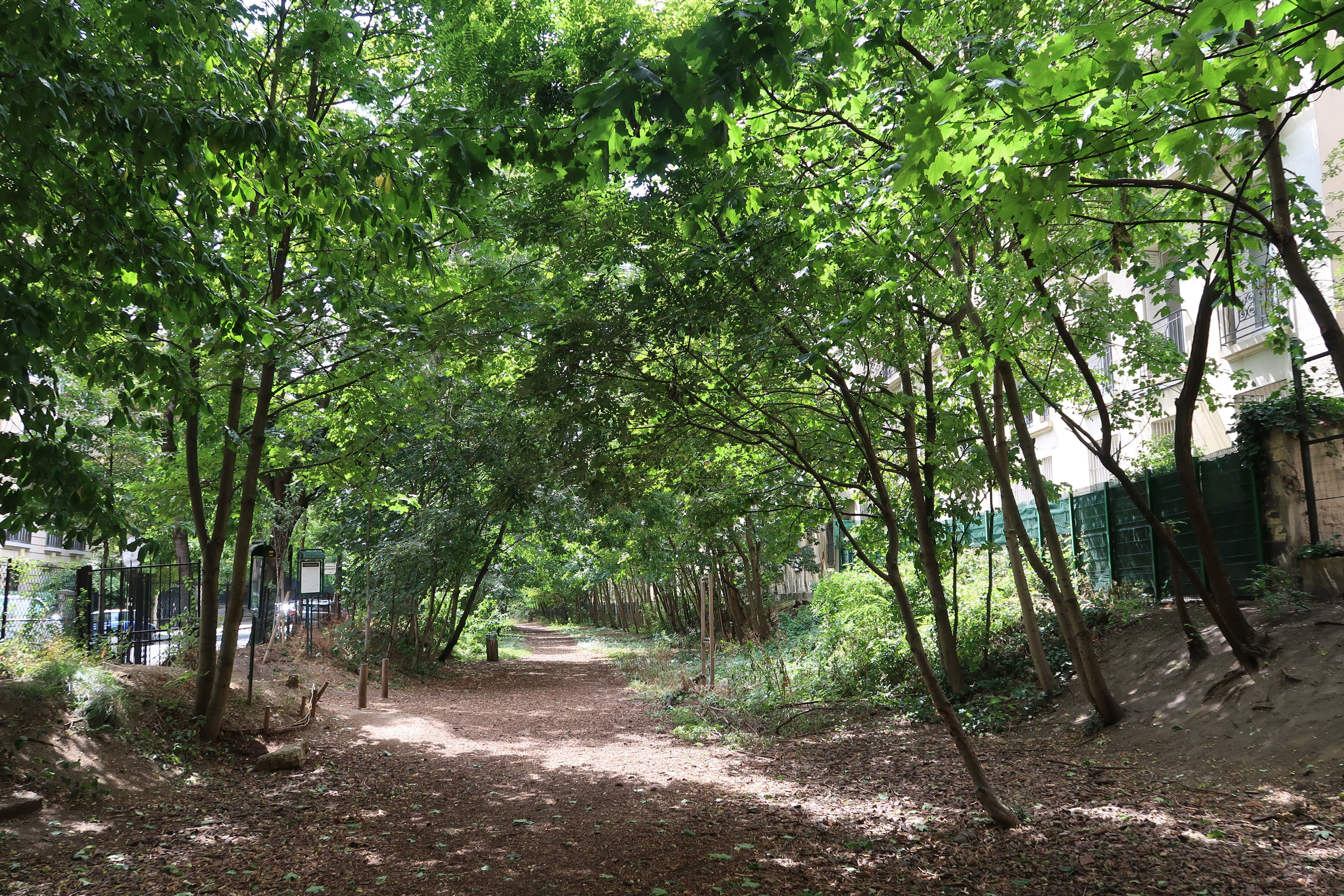
Entrée au niveau de la rue du Ranelagh.
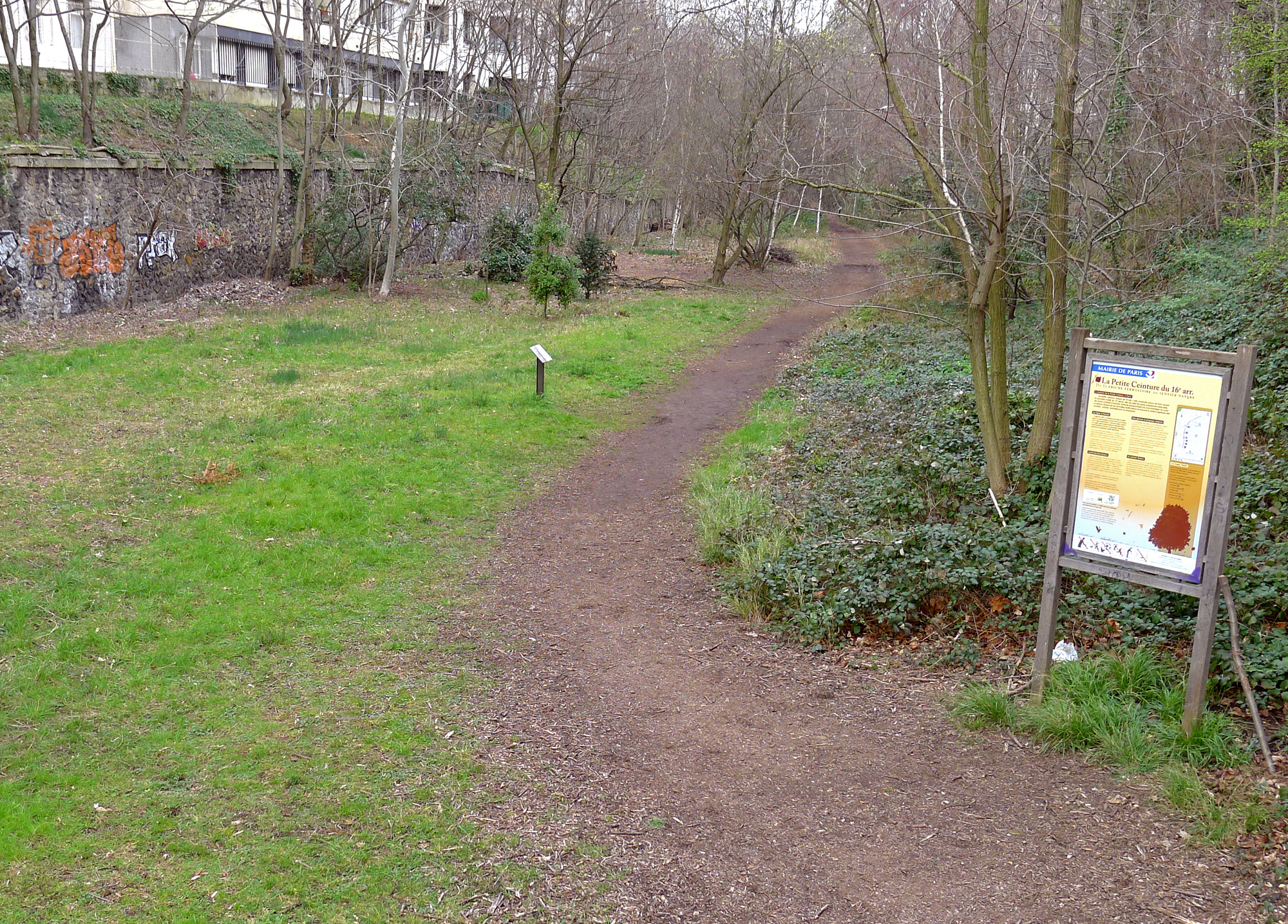
Entrée à proximité de la porte d'Auteuil.

La Petite Ceinture du 16e est desservie du nord au sud nord par les stations de métro La Muette, Ranelagh, Jasmin, Michel-Ange - Auteuil et Porte d'Auteuil.

## Historique

### Ligne ferroviaire d'Auteuil

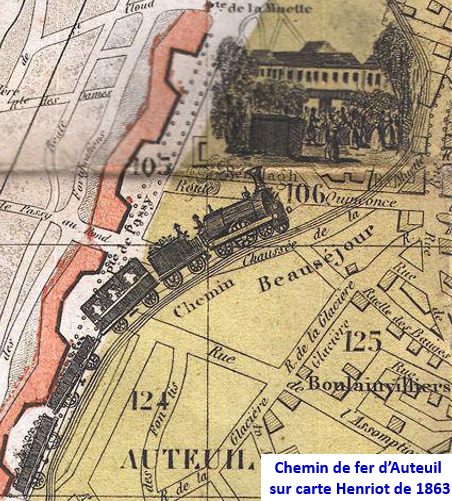
Le chemin de fer sur un plan de 1863. On distingue à l'Ouest l'enceinte de Thiers.

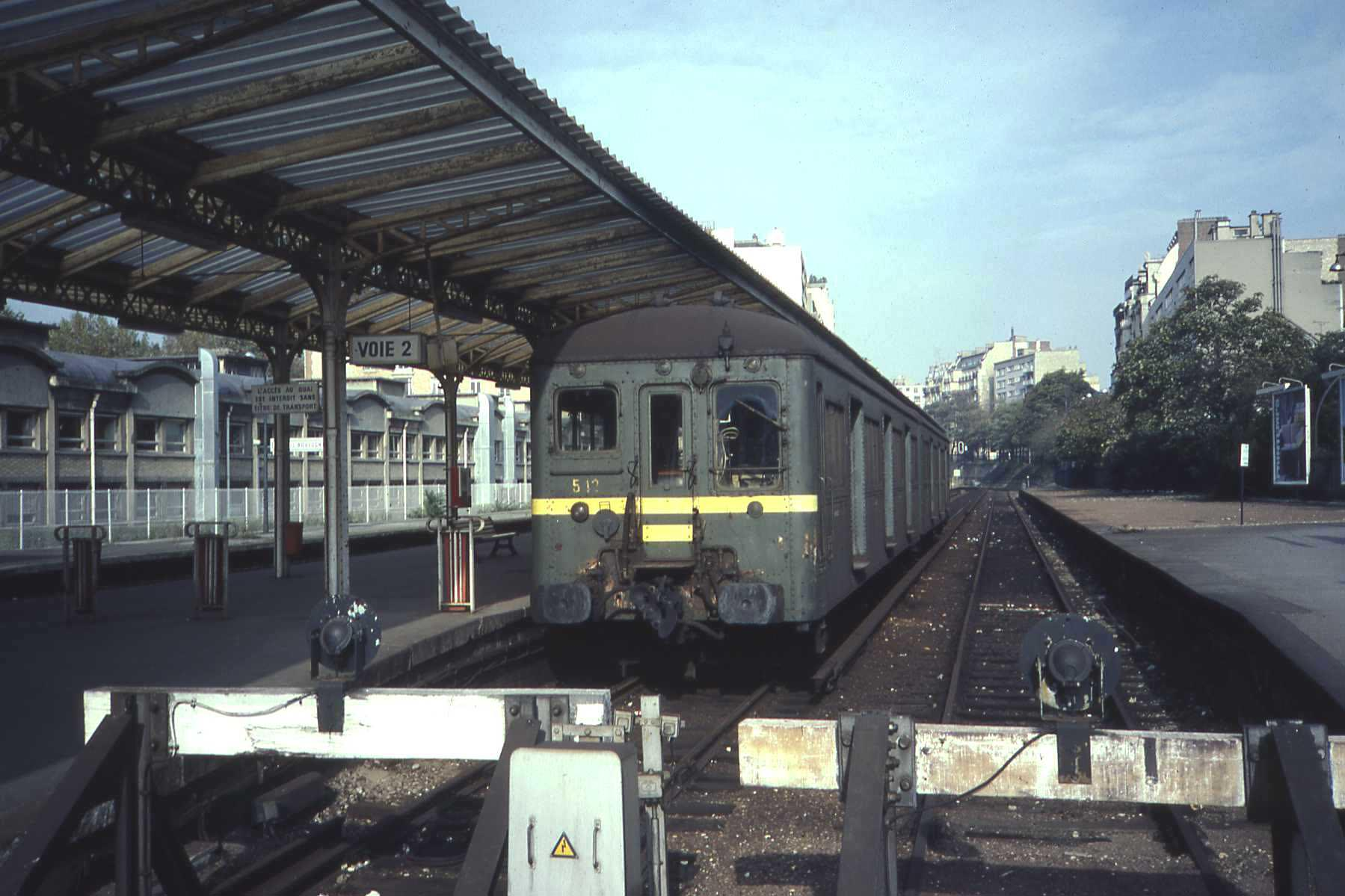
Wagon à quai, gare d'Auteuil-Boulogne, en 1982.

La ligne ferroviaire d'Auteuil, longue de 8 km, est ouverte en 1854 par les frères Pereire afin d'assurer un service rapide et commode de transport des voyageurs depuis la gare Saint-Lazare aux communes des Batignolles (au nord), et de Passy et d'Auteuil (au sud), annexées par la capitale peu après, en 1860. À cette époque, il s'agit encore de quartiers champêtres en voie d'urbanisation. La ligne a aussi pour objectif de ravitailler la récente enceinte de Thiers, toute proche.
En 1867, la ligne est intégrée à la Petite Ceinture, longue de 32 km, qui fait le tour de la capitale pour relier entre elles les grandes gares,. Cependant, le trafic marchandises de cette partie de la Petite Ceinture resta très limité, le transit entre les gares parisiennes étant pour l'essentiel assuré par d'autres parties de la ligne. Elle subit aussi la concurrence du métro.
La desserte-voyageurs circulaire de la Petite Ceinture est fermée en 1934 mais celle de la ligne d'Auteuil est maintenue entre Pont-Cardinet et Porte-d'Auteuil. La démolition du viaduc d'Auteuil en 1962 interrompt la continuité du tracé circulaire de la Petite Ceinture. La partie de la ligne entre les stations de La Muette et Pereire-Levallois est ensuite intégrée dans la branche nord-ouest du RER C en 1985, ce qui entraîne la fermeture de la ligne d'Auteuil et l'abandon du court tronçon au sud de la station de la Muette jusqu'à la gare d'Auteuil, sur lequel la voie est déferrée en 1993,,.

### Friche ferroviaire
Le site devient alors une friche où prolifèrent naturellement de nombreux végétaux, plantes (mélilot, chélidoine, graminées, bouillon-blanc, etc.) et arbustes (buddleias, érables, baguenaudiers, sureaux, etc.). Un nouvel environnement se développe, faisant alterner des zones de clairières et d'autres où les frondaisons se rejoignent sous forme de voûtes,.

### Transformation en promenade
Afin de préserver ces dynamiques naturelles tout en les maîtrisant, des jardiniers aidés de naturalistes travaillent à maintenir une succession de milieux végétaux différents (prairie, lisière et bois). Entre 1997 et 2004, l'association Espaces entretient cette portion de l'ancienne Petite Ceinture, qui devient un corridor écologique favorable à la biodiversité.
Le site est réaménagé afin de créer une promenade, qui ouvre au public en 2007. L'année suivante, l'ancienne Petite Ceinture du 16e est déclassée du réseau ferré national, bien qu'elle reste propriété de la SNCF. En 2016, une convention de transfert de gestion est signée avec la ville de Paris.
Si le tronçon entre la chaussée de la Muette et le croisement avec la rue du Ranelagh, le long du jardin du Ranelagh, est ouvert sans restriction horaire, la majorité du parcours, et ce jusqu'à Auteuil, est fermé la nuit, comme la plupart des espaces verts de Paris.

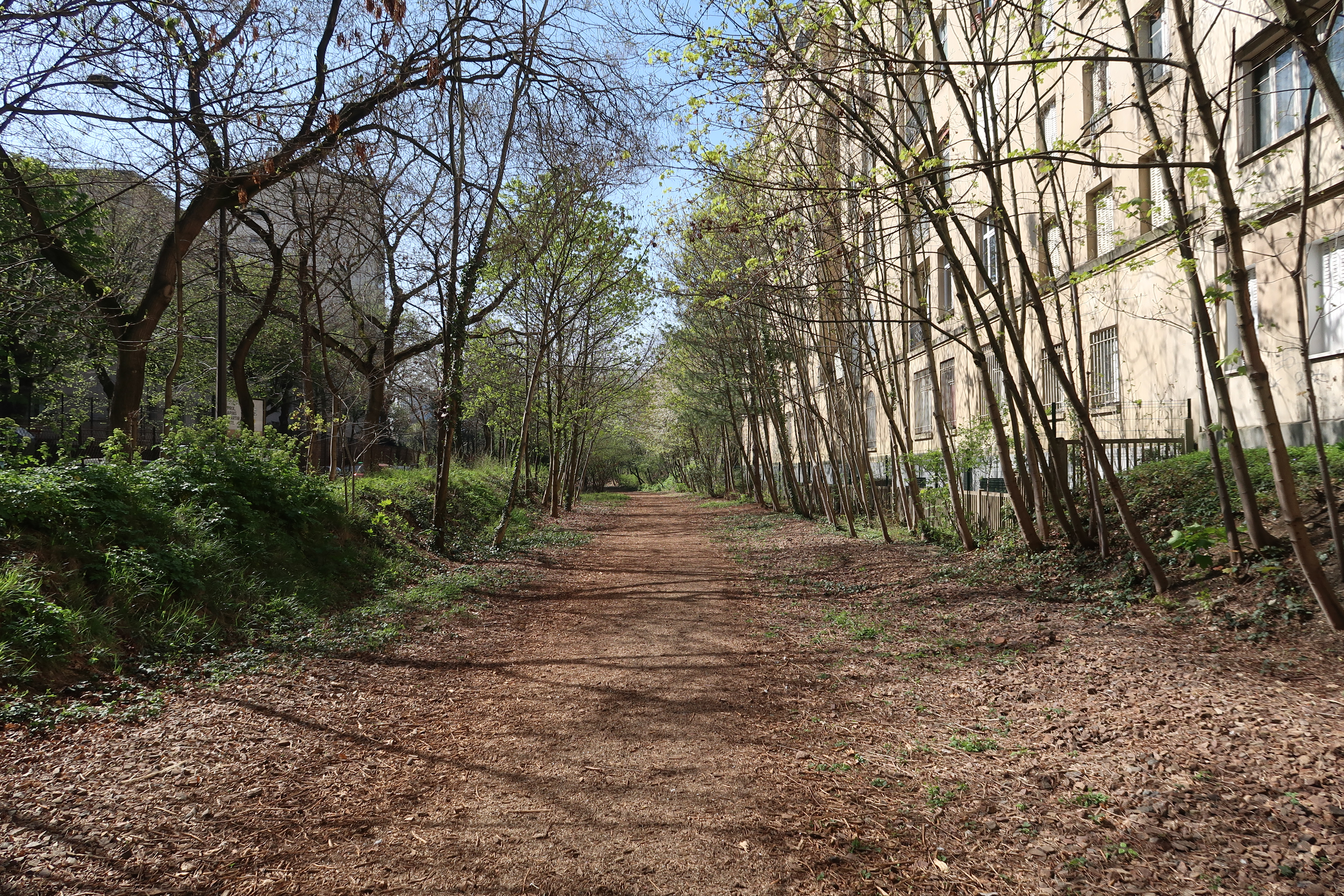
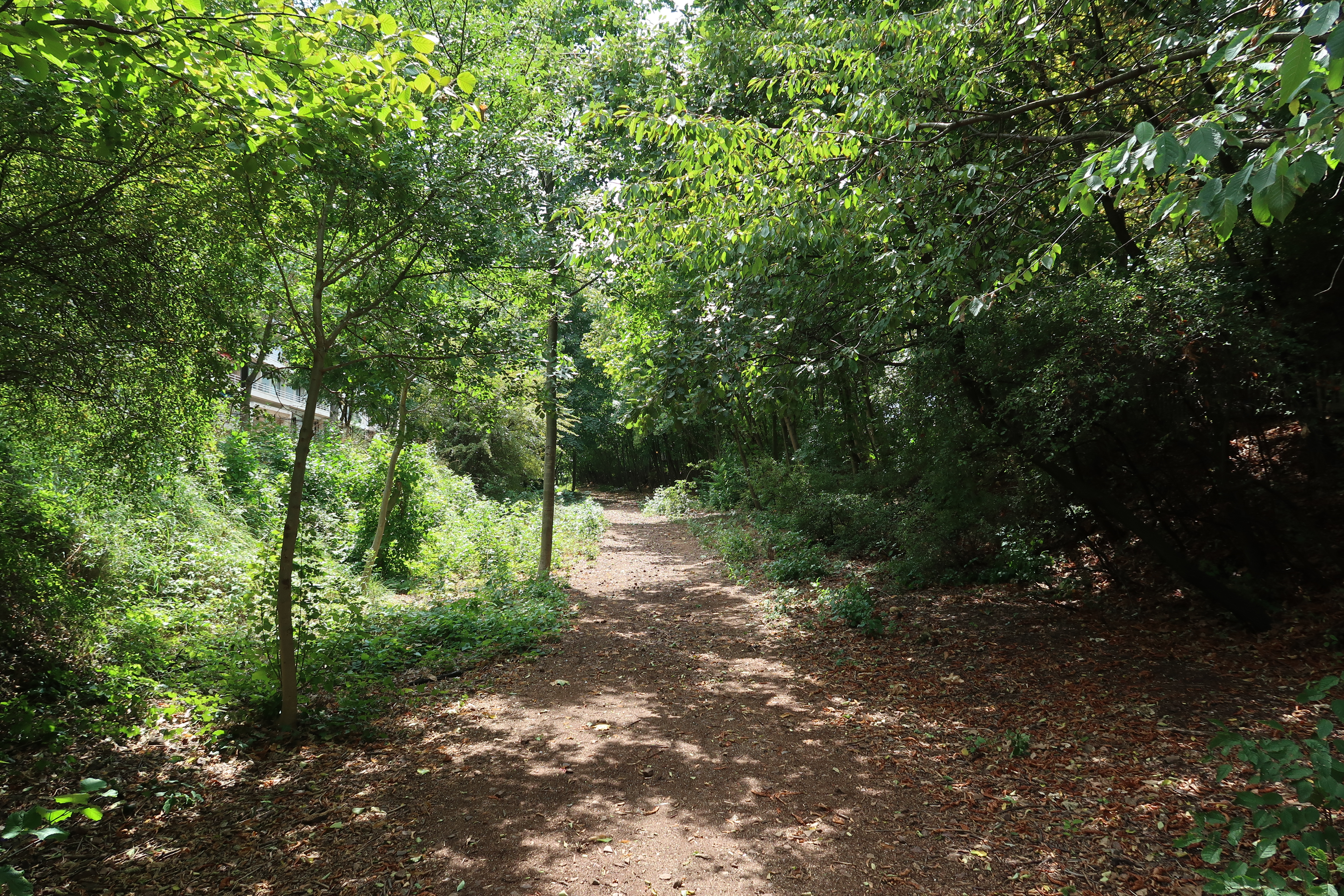
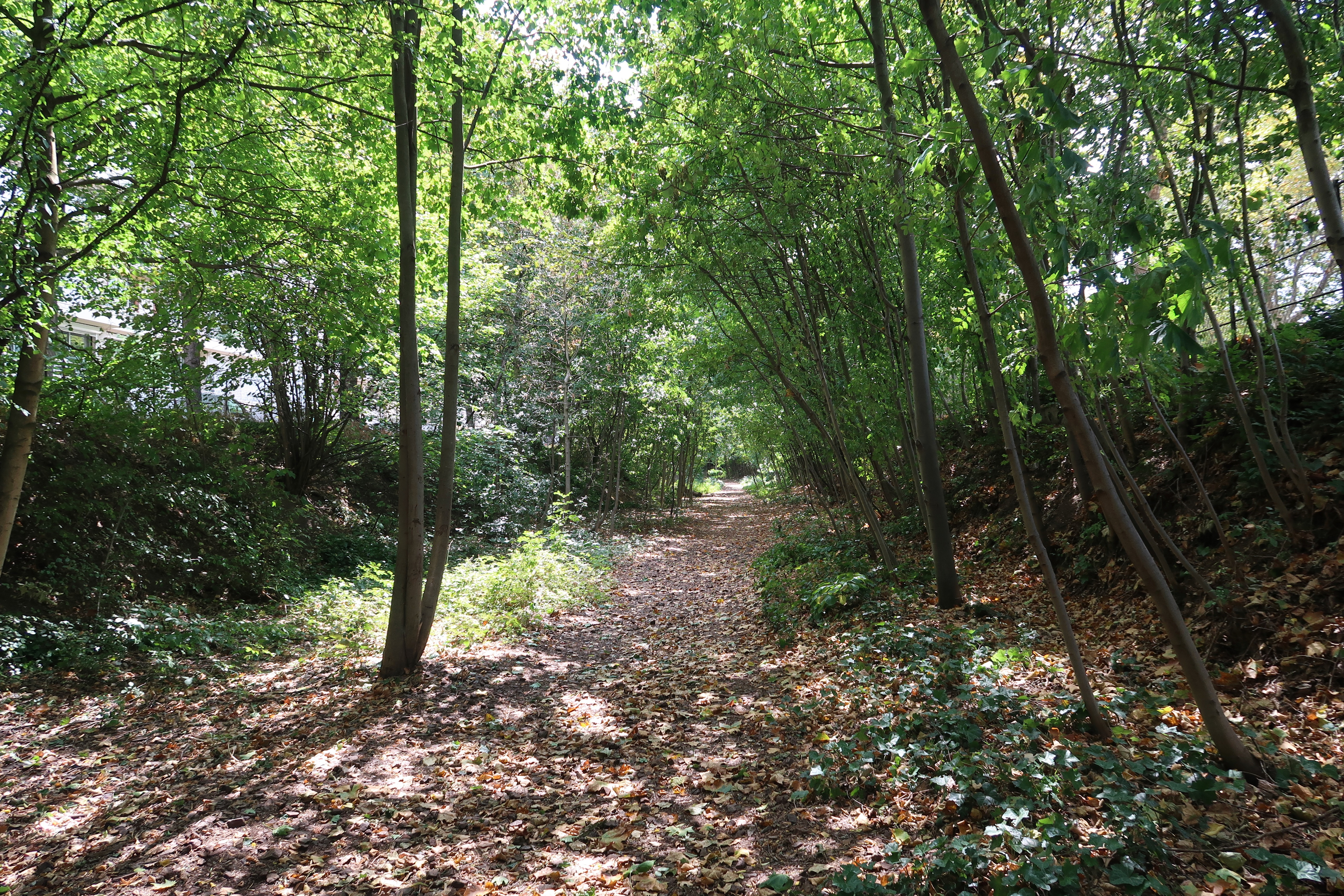
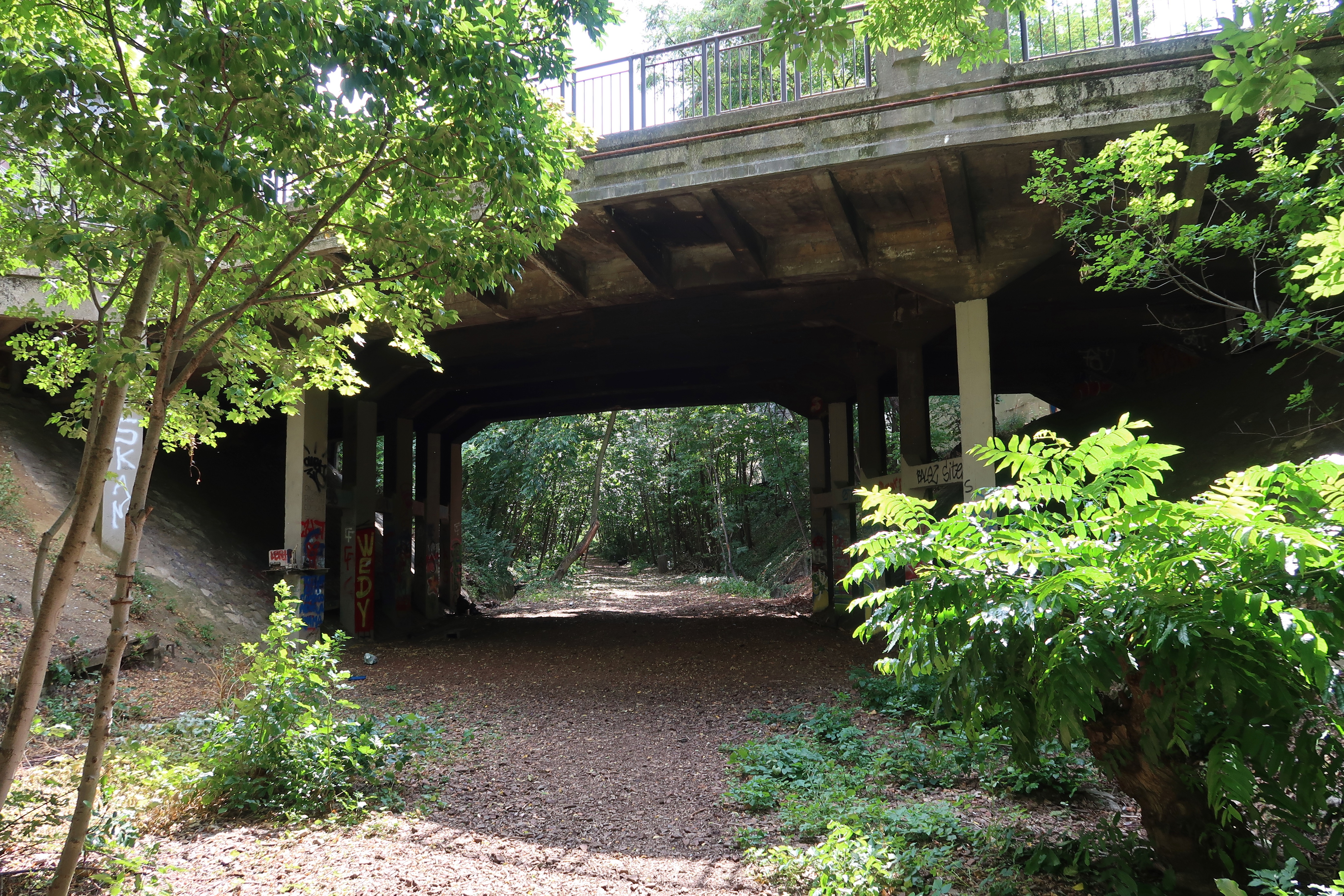
Sous le pont (rue Raffet).
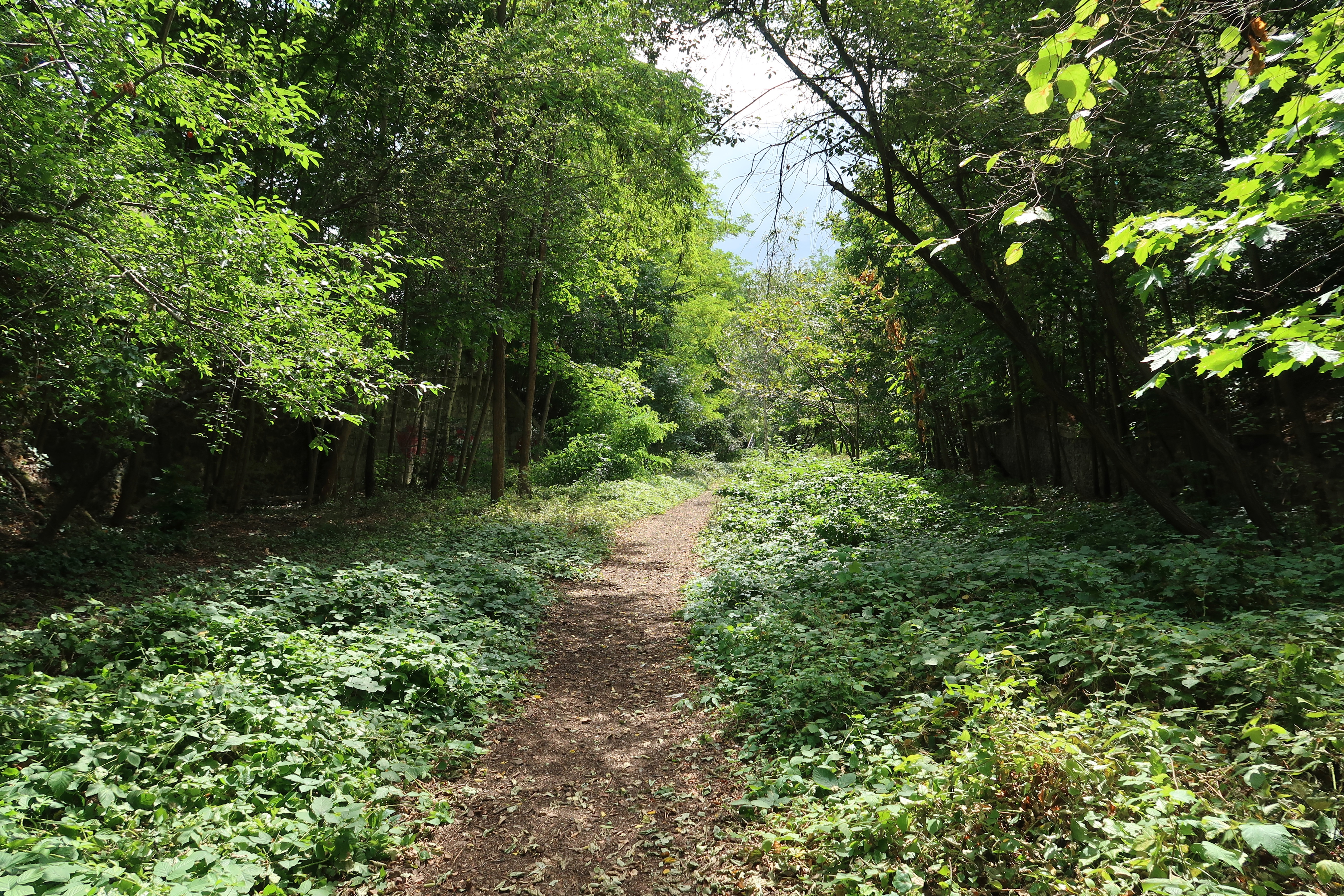
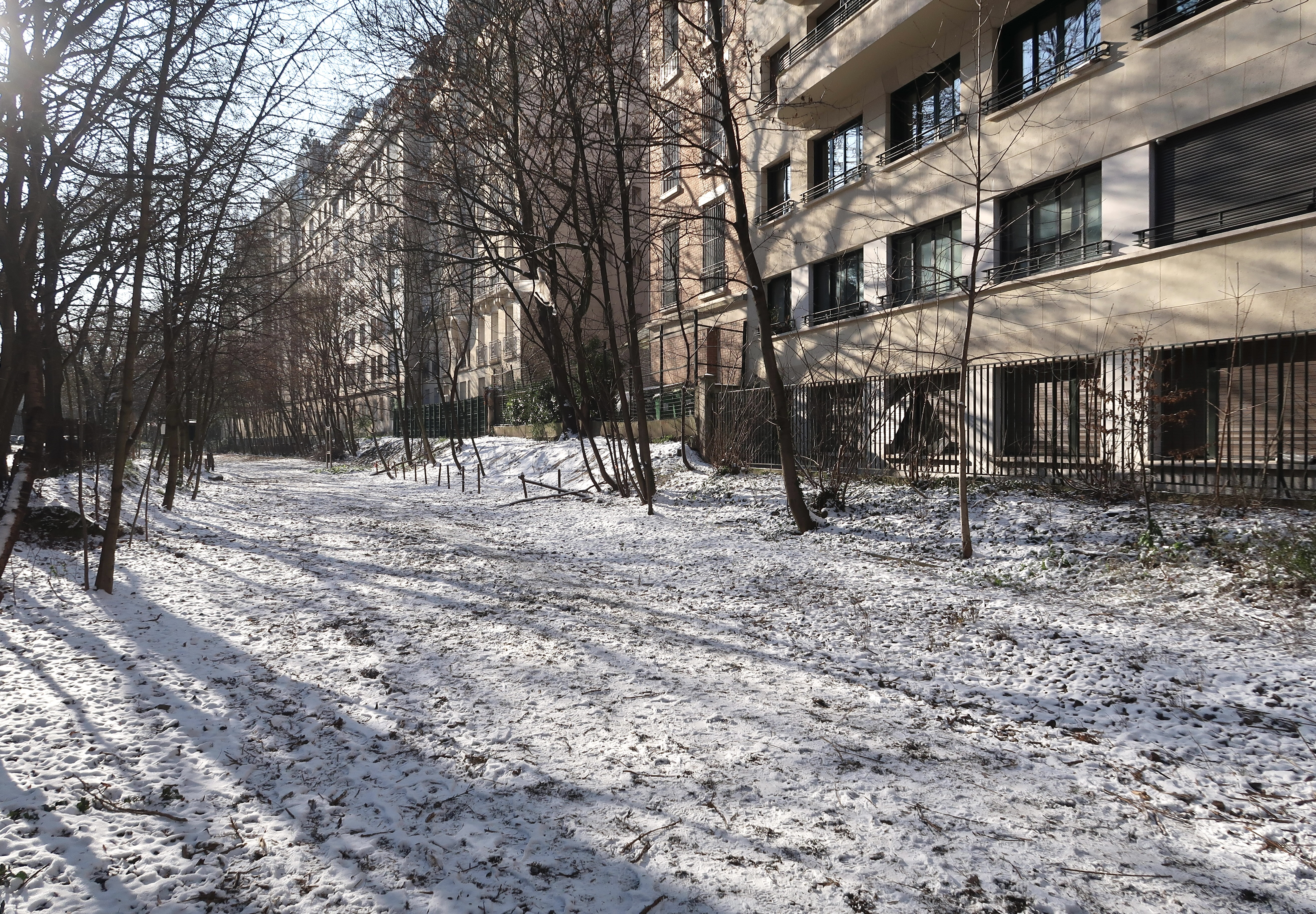
Sous la neige.
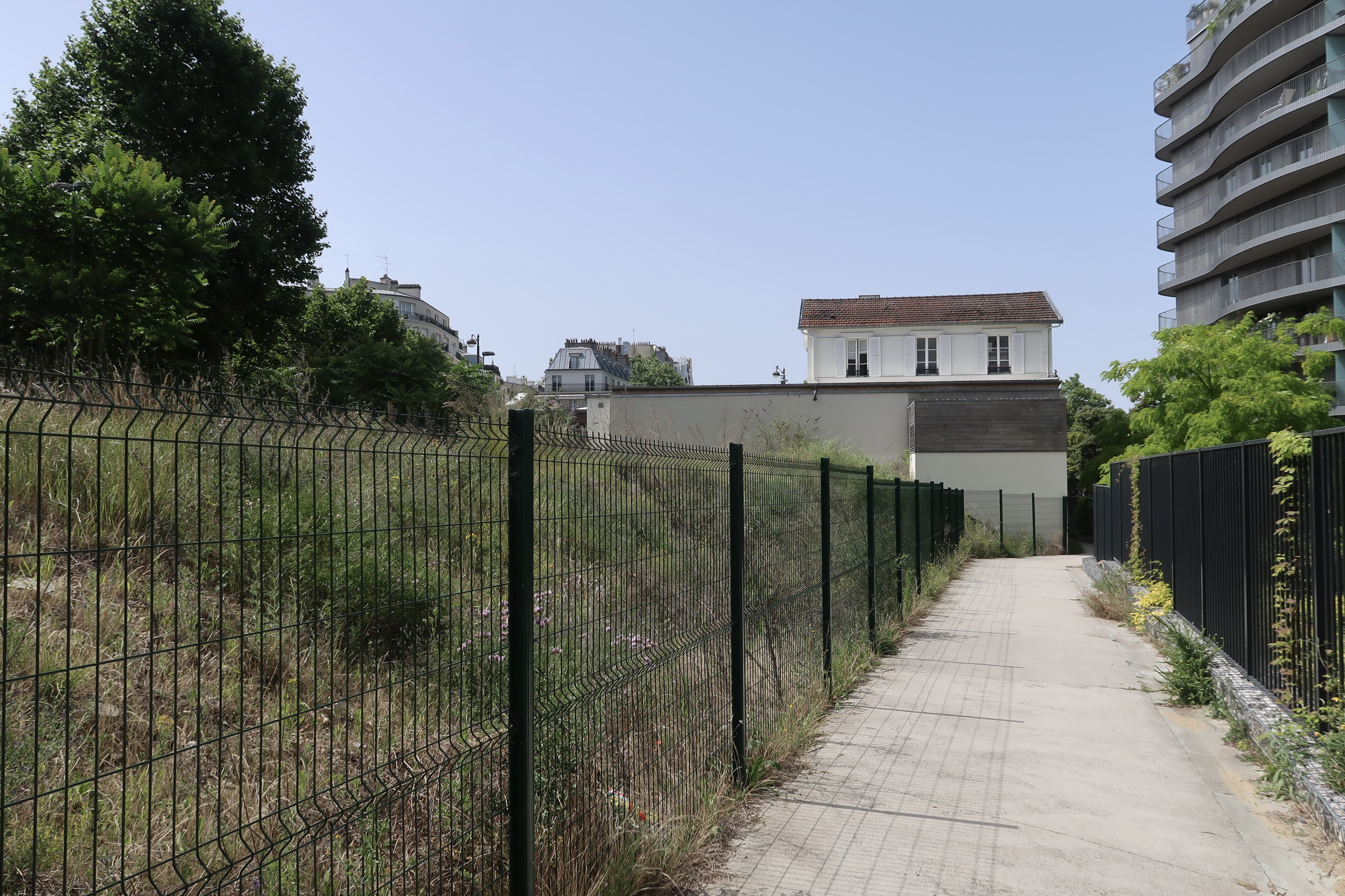
Vers l'ancienne gare d'Auteuil-Boulogne.
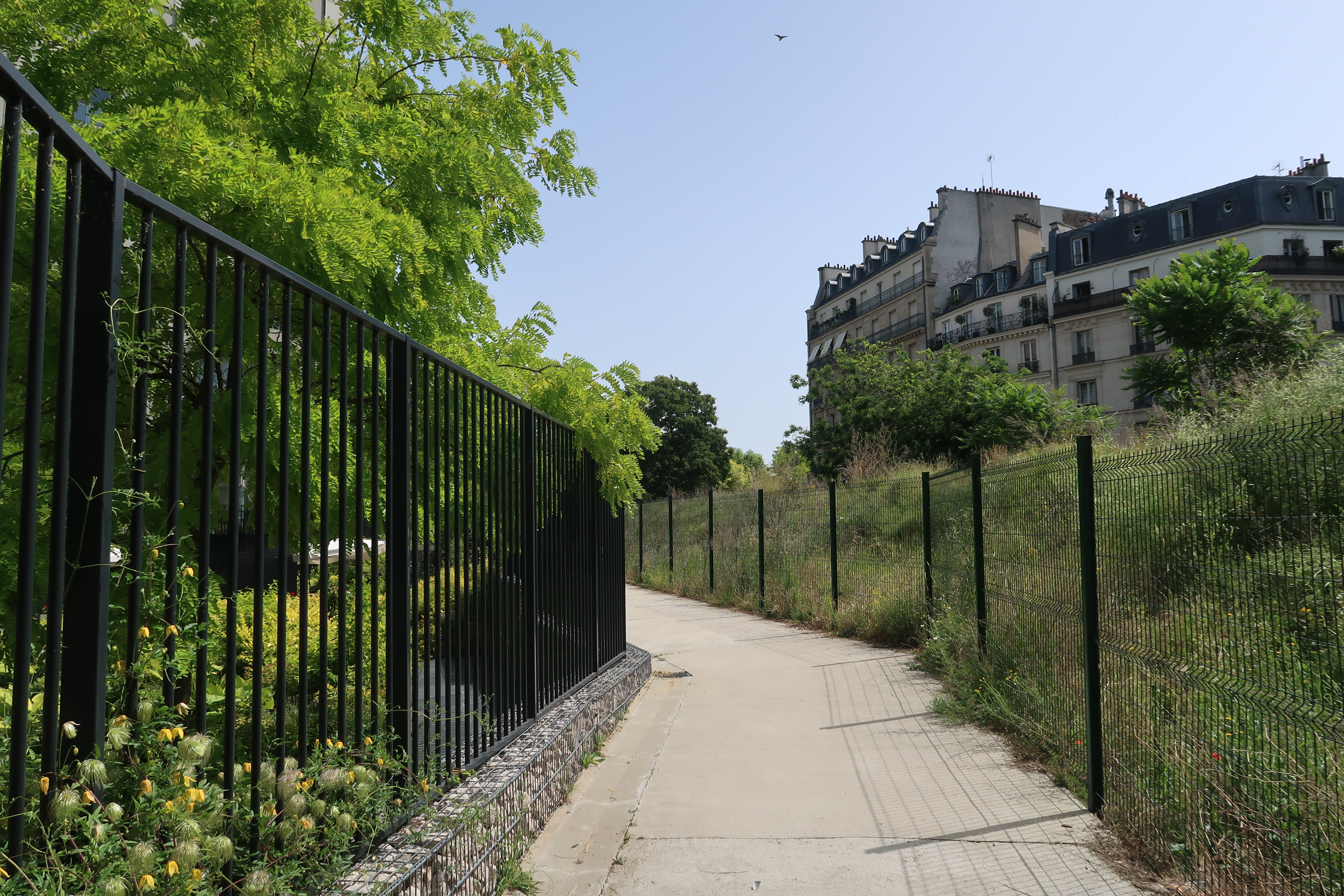

## Dans la fiction
Des scènes de la série télévisée Skam (saison 3, épisode 4 et saison 6, épisodes 1, 2 et 7) sont tournées sous le pont de la Petite Ceinture du 16e.
Des scènes du film Vif-argent de Stéphane Batut y sont aussi tournées.